# Hymenaea parvifolia
Hymenaea parvifolia är en ärtväxtart som beskrevs av Huber. Hymenaea parvifolia ingår i släktet Hymenaea och familjen ärtväxter. Inga underarter finns listade i Catalogue of Life.